# ناروس دل کاستییو

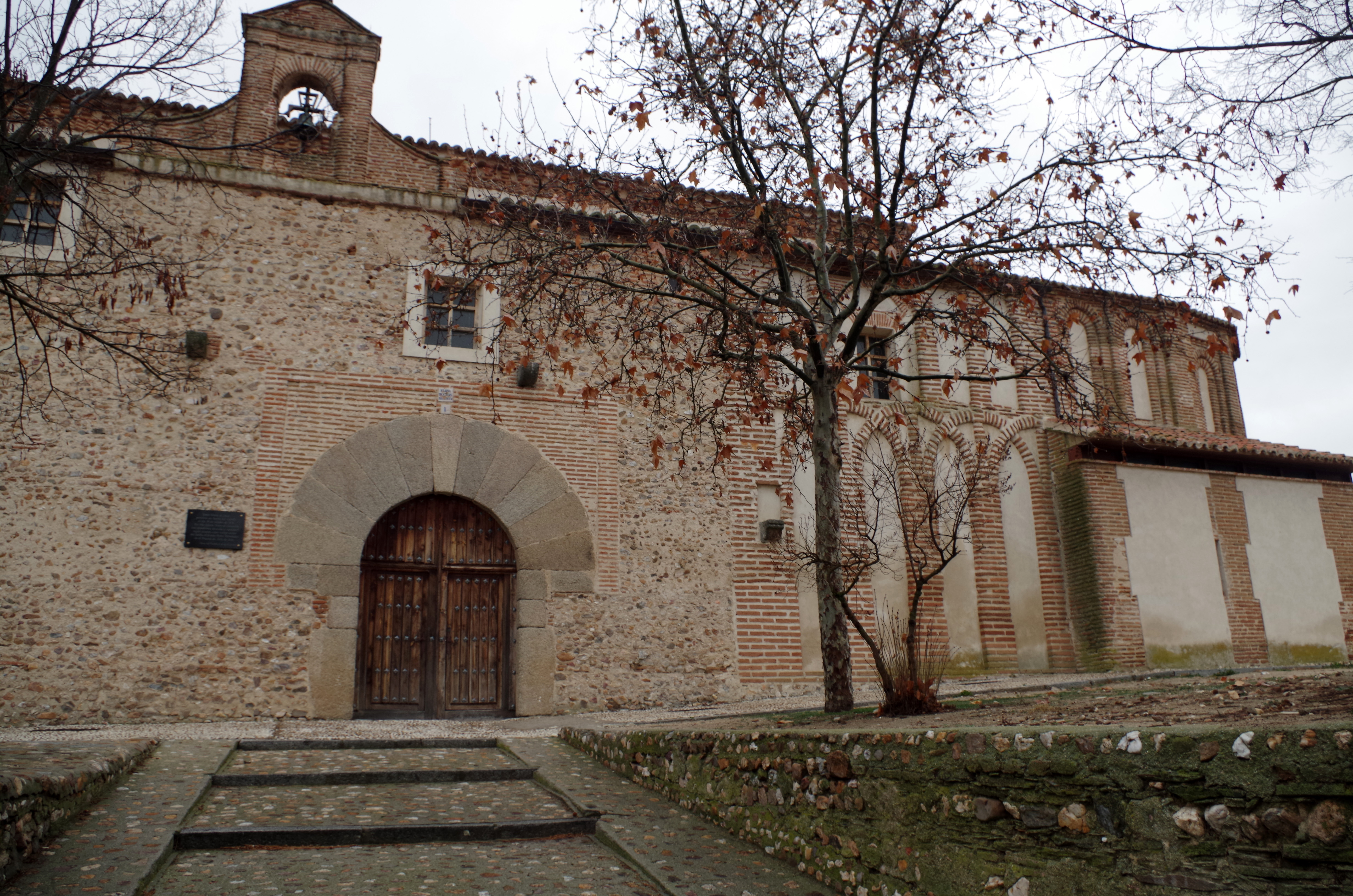

نارس دل کاستییو دهستانی در استان آبیلای اسپانیا است.
در این دهستان ۲۲۹ نفر زندگی می‌کنند. مساحت این دهستان ۳۳٫۴۸ کیلومتر مربع است.